# Guyruita atlantica
Espèce
Guyruita atlantica est une espèce d'araignées mygalomorphes de la famille des Theraphosidae.

## Distribution
Cette espèce est endémique du Brésil. Elle rencontre dans les États de Bahia, d'Espírito Santo, d'Alagoas, du Paraíba et du Sergipe.

## Description
Les mâles mesurent de 8,6 à 18,6 mm et les femelles de 10,5 à 19,8 mm.

## Publication originale
- Guadanucci, Lucas, Indicatti & Yamamoto, 2007 : Description of Guyruita gen. nov. and two new species (Ischnocolinae, Theraphosidae). Revista Brasileira de Zoologia, vol. 24, no 4, p. 991-996 (texte original).